# Obi Kyei
Obiri Yeboah Kyei (Sídney, Australia, 3 de diciembre de 1994) es un jugador de baloncesto australiano-británico. Juega de ala-pívot y su actual equipo es el Força Lleida Club Esportiu de la liga LEB Oro de España.

## Carrera deportiva
Es un ala-pívot que durante cuatro temporadas compitió en la División II de la National Collegiate Athletic Association (NCAA). Primero en Metro State Roadrunners (2013-2015) y luego al Eckerd College Tritones (2015-2017).
Obi Kyei comienza la temporada 2017-18 con el Cuxhaven BasCats de la PRO B de Alemania  con el que disputa 10 partidos y más tarde, firmaría por el Leeds Force de la British Basketball League disputando sólo dos encuentros.
En 2018, formaría parte de los Logan Thunder de Australia, donde realiza una media de 20.3 de valoración, campaña en la que jugó 17 partidos y una media por partido de 29,5 minuto sobre pista, 20'3 puntos y 9'6 rebotes.
En agosto de 2018, firmó un contrato por el Actel Força Lleida para jugar en el equipo catalán durante una  temporada.

## Clubes
- Cuxhaven BasCats. . PRO B. (2017)
- Leeds Force. . BBL (2017-2018)
- Logan Thunder. . (2018)
- Força Lleida Club Esportiu.. LEB Oro. (2018-)